# Let's Cheers to This
| Críticas profissionais | Críticas profissionais |
| Avaliações da crítica  | Avaliações da crítica  |
| Fonte                  | Avaliação              |
| ---------------------- | ---------------------- |
| AbsolutePunk           | 77%                    |
| AllMusic               | [ 4 ]                  |
| LMP Magazine           | [ 5 ]                  |
| Napiers News           | [ 6 ]                  |
| Pup Fresh              | [ 7 ]                  |
| Review Rinse Repeat    | [ 8 ]                  |
| Rockfreaks.net         | [ 9 ]                  |
| Sound Scene            | [ 10 ]                 |
| Sputnikmusic           | [ 11 ]                 |
| Ultimate Guitar        | [ 12 ]                 |

Let's Cheers to This é o segundo álbum de estúdio da banda de post-hardcore americana Sleeping with Sirens. Ele foi lançado em 10 de maio de 2011 pela Rise Records. O título do álbum foi inicialmente intitulado "Who Are You Now?", sendo o nome de uma moral cristã, mas foi renomeado devido ao álbum não ter quaisquer atributos religiosos. O álbum é o primeiro com os guitarristas Jesse Lawson e Jack Fowler. O primeiro single, "Do It Now Remember It Later", foi lançado em 7 de abril de 2011. Um vídeo da música para a versão acústica de "All My Heart", foi lançado no YouTube que apresenta Quinn e Lawson tocando a música. O segundo single, "Fire", foi lançado em 28 de abril de 2011. Em 7 de julho de 2011, foi confirmado através de conta Kellin Quinn Twitter que um vídeo da música "If You Can't Hang" estava sendo filmado.

## Faixas
| N.º            | Título                            | Duração |  |
| 1.             | "Do It Now Remember It Later"     | 3:23    |  |
| 2.             | "If You Can't Hang"               | 4:10    |  |
| 3.             | "Who Are You Now"                 | 4:17    |  |
| 4.             | "Four Corners and Two Sides"      | 3:18    |  |
| 5.             | "A Trophy Fathers Trophy Son"     | 3:22    |  |
| 6.             | "Fire"                            | 3:47    |  |
| 7.             | "Tally It Up, Settle The Score"   | 3:36    |  |
| 8.             | "Your Nickel Ain't Worth My Dime" | 2:48    |  |
| 9.             | "Postcards and Polaroids"         | 3:14    |  |
| 10.            | "All My Heart"                    | 4:39    |  |
| 11.            | "Let's Cheers To This"            | 3:40    |  |
| Duração total: | Duração total:                    | 38:43   |  |

## Créditos
Let's Cheers to This foi listado no Allmusic.
Sleeping with Sirens
- Gabe Barham - bateria
- Jesse Lawson - guitarra principal
- Justin Hills - baixo
- Jack Fowler  - guitarra base, vocal de apoio
- Kellin Quinn - vocal, teclado, programação

Produção
- Produzido, engenhado, masterizado, mixado, eletrônicos, percussão, piano, cordas